# گیلرمه مائوریسیو
گیلرمه مائوریسیو (انگلیسی: Guilherme Mauricio؛ زادهٔ ۱۲ اکتبر ۱۹۷۴) بازیکن فوتبال اهل فرانسه است.
از باشگاه‌هایی که در آن بازی کرده‌است می‌توان به باشگاه فوتبال ستاره سرخ اشاره کرد.